# Sairang
Sairang è una città dell'India di 5.036 abitanti, nel distretto di Aizawl, nello stato federato del Mizoram. In base al numero di abitanti la città rientra nella classe V (da 5.000 a 9.999 persone).

## Geografia fisica
La città è situata a 23° 48' 0 N e 92° 40' 0 E e ha un'altitudine di 209 m s.l.m.

## Società

### Evoluzione demografica
Al censimento del 2001 la popolazione di Sairang assommava a 5.036 persone, delle quali 2.831 maschi e 2.205 femmine. I bambini di età inferiore o uguale ai sei anni assommavano a 774, dei quali 365 maschi e 409 femmine. Infine, coloro che erano in grado di saper almeno leggere e scrivere erano 4.120, dei quali 2.414 maschi e 1.706 femmine..